# فینال جام باشگاه‌های اروپا ۱۹۷۳
فینال جام باشگاه‌های اروپا ۱۹۷۳، رقابت پایانی جام باشگاه‌های اروپا در سال ۱۹۷۳ میلادی است که مابین دو تیم باشگاه فوتبال آژاکس و باشگاه فوتبال یوونتوس در ورزشگاه ستاره سرخ، بلگراد برگزار شده‌است.
این مسابقه که در تاریخ ۳۰ مه ۱۹۷۳ انجام شده‌است با نتیجه ۱ بر ۰ به سود تیم باشگاه فوتبال آژاکس به پایان رسید.
تک گل این دیدار توسط جانی رپ در دقیقه 5، به ثمر رسید.